# Federico Marín (baloncestista)
Federico Marín (ca. 1940) es un deportista argentino especializado en baloncesto en silla de ruedas. Representó a la Argentina en los Juegos Paralímpicos de Tokio 1964, donde ganó la medalla de plata en baloncesto en silla de ruedas.
Una ley de 2004 lo reconoció, junto a los demás medallistas olímpicos y paralímpicos, como Maestro del Deporte.

## Medalla de plata en baloncesto en los Juegos Paralímpicos de Tokio 1964
Federico Marín integró el equipo argentino que ganó la medalla de plata en Tokio 1964 junto a Eduardo Albelo, Héctor Brandoni, Fernando Bustelli, Jorge Diz, Wilmer González, Roberto Iglesias, Juan Grusovin, Rodolfo Novoa, Juan Sznitowski y Dante Tosi.
Argentina perdió en la primera fecha con Estados Unidos 16-53, ganando los demás encuentros contra Gran Bretaña (17-8), Italia (23-22) y e Israel (45-39).
| Básquetbol B incompleto masculino | Básquetbol B incompleto masculino | Básquetbol B incompleto masculino | Básquetbol B incompleto masculino | Básquetbol B incompleto masculino |
|                                   | País                              |                                   |                                   |                                   |
| --------------------------------- | --------------------------------- | --------------------------------- | --------------------------------- | --------------------------------- |
| 1                                 | Estados Unidos                    |                                   |                                   |                                   |
| 2                                 | Argentina                         |                                   |                                   |                                   |
| 3                                 | Israel                            |                                   |                                   |                                   |
| Fuente: IPC.                      |                                   |                                   |                                   |                                   |